# Pięciozgłoskowiec

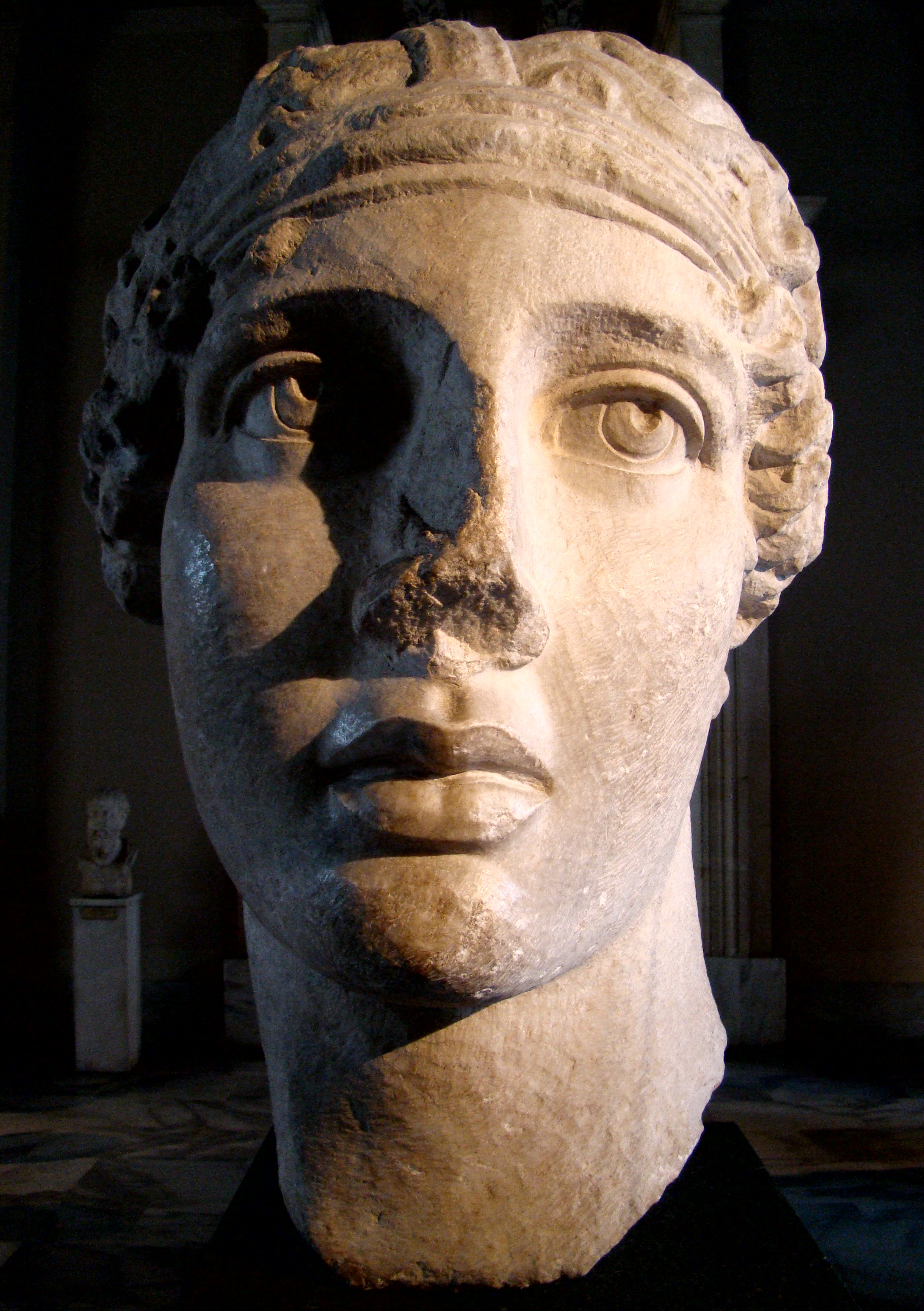
Safona. Strofa nazywana jej imieniem, stosowana powszechnie do dzisiaj, składa się z trzech wersów jedenastozgłoskowych i jednego pięciozgłoskowego

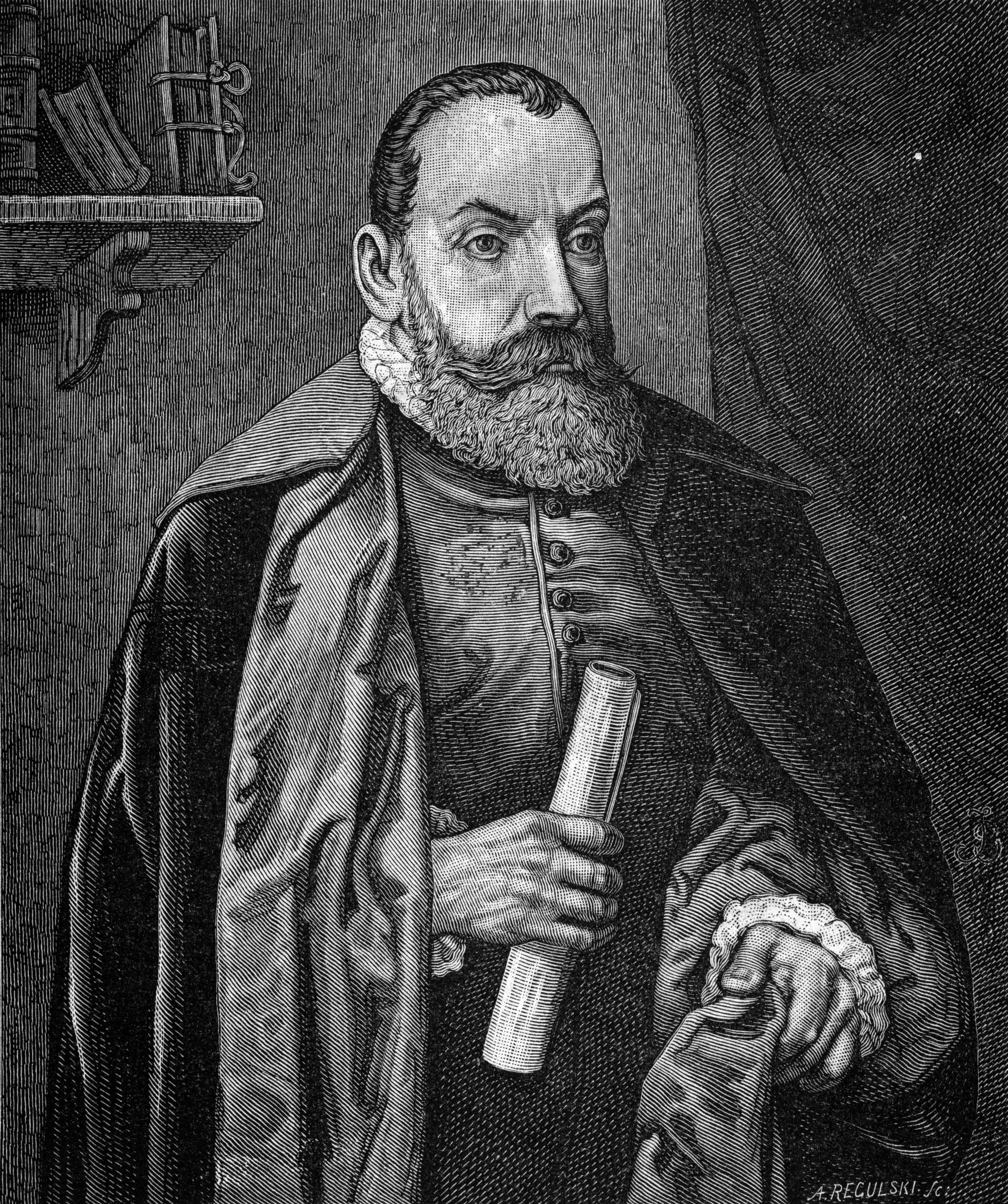
Jan Kochanowski

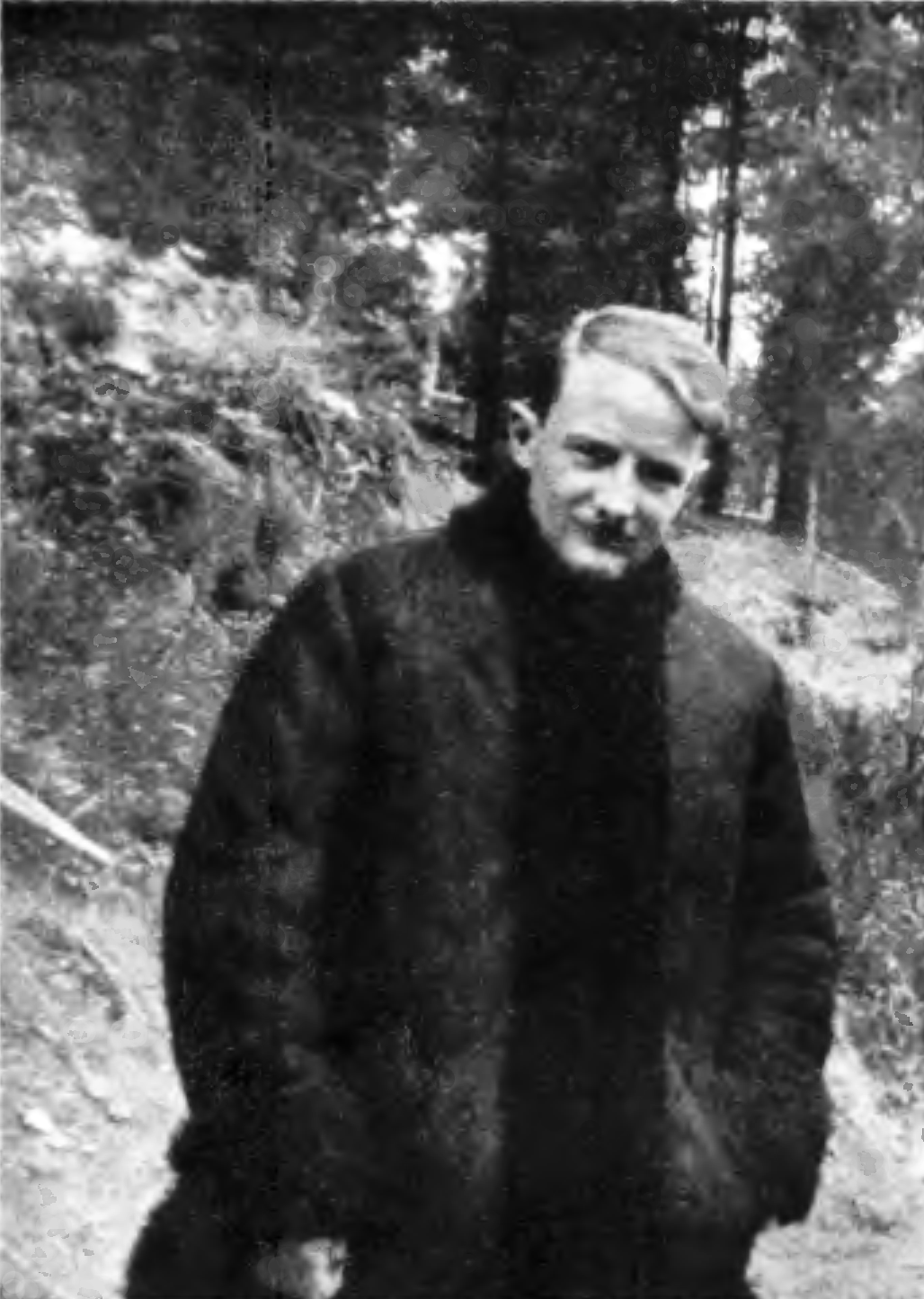
Jerzy Liebert

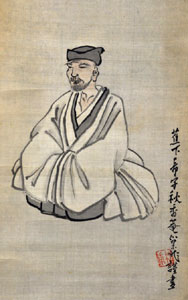
Takebe Socho, Portret Matsuo Basho

Pięciozgłoskowiec – forma wierszowa złożona z pięciu sylab.
Występuje najczęściej jako samodzielny wers, niekiedy jednowyrazowy, w wierszach izosylabicznych, przeplatanych lub różnowersowych. Bywa również osobnym członem w sylabikach dwudzielnych.  
Na naszym niebie
Miesiączek biały
Ze stróży nocnej
Schodził ospały.
Teofil Lenartowicz, Włośnianki
Odcinek pięciozgłoskowy pojawia się samodzielnie albo w kombinacjach 8 (5 + 3), 9 (5 + 4), 10 (5 + 5), 11 (5 + 6) i 13 (8 + 5). Uchodzi za typowy dla wersyfikacji polskiej i bywa nazywany polonikiem. Wers pięciozgłoskowy stanowi także czwartą linijkę polskiego odpowiednika strofy safickiej.
Strach patrzeć na to częste połyskanie;
A prze to srogie obłoków trzaskanie
Kładą się lasy, a piorun gdzie zmierzy,
Źle nie uderzy.
Jan Kochanowski, Pieśń I
Pięciozgłoskowcem Jan Kochanowski posłużył się we fraszkach Na zdrowie i Do Jana. Później omawianego formatu używali między innymi Mikołaj Sęp Szarzyński (Statuta Kupidynowe), Wespazjan Kochowski (Chrystus cierpiący), Kasper Miaskowski (Ojcze nasz), Karol Mikołaj Juniewicz (Refleksje duchowne), Władysław Broniewski (Komuna paryska, cz. VIII) i Jerzy Liebert (Kuszenie, Litania do Marii Panny)  
Dziecię jest, ale
Nie będzie w cale
Ten, kto go zgardzi.
Bogowie hardzi
Skakać musieli
Tam, gdzie nie chcieli.
Mikołaj Sęp Szarzyński, Statuta Kupidynowe
Pięciozgłoskowiec występuje też w innych literaturach. W poezji czeskiej precyzyjnie utrzymany pięciozgłoskowiec w przeplocie z ośmiozgłoskowcem pojawił się w jednym z najdawniejszych zabytków liryki religijnej, Pieśni ostrovskiej.
Slovo do světa stvořenie
v božství schováno
jež pro Evino shřěšenie
na svět posláno.
Dievcě dřéve porozenie
jest zvěstováno,
z Davidova pokolenie
božsky vzchováno.
Ostrovská píseň
Z kolei w literaturze słowackiej pięciozgłoskowiec można odnaleźć w poezji Pavola Országha Hviezdoslava. Strofy poniższego wiersza, sześciowersowe i rymowane xxaxxa, mają strukturę 5/5/9 (5 + 4)/5/5/9 (5 + 4):
Ľudia, och! ľudia,
aspoň už recte,
nestretli ste kde človiečka? Mal
na čele dumu,
piesenku na rtoch,
z očí mu dúhou perlil sa žiaľ;
Hľadám sa, hľadám
Metrum pięciosylabowe jest typowe dla klasycznej wersyfikacji chińskiej. Segment pięciosylabowy występuje też w japońskich haiku (5 + 7 + 5) i renga (5 + 7 + 5 + 7 + 7).